# 協力産業
協力産業有限会社（きょうりょくさんぎょう）は、長崎県西海市に本社のある会社である。かつて九州本土の西海町と大島（大島町）、蛎浦島（崎戸町）を連絡する定期航路を運航していた。1999年（平成11年）、大島大橋の開通によって航路は廃止され、2024年（令和6年）現在は主として和洋菓子の製造販売、喫茶・レストランの経営を行っており、定期航路からは撤退している。本項では主にかつて運航されていた定期航路について解説する。

## 概要
1950年代までは個人事業の渡海船と同様の各航路一日1 - 2往復程度の運航であったが、1963年（昭和38年）、太田和 - 馬込（大島）にフェリー「まごめ丸」が就航し、1974年（昭和49年）には大島で大島造船所が操業を開始したことから輸送量が急増、1980年代には早朝から深夜まで大型両頭フェリーによる一日30往復の運航に至った。一方、島内の集落を巡航する旧来の航路は1975年までに他事業者を含め全廃され、航路としては太田和 - 馬込に集約された形となった。
1999年11月11日、大島大橋の開通によって九州本土と寺島、大島が陸路で結ばれ、航路は廃止された。代替公共交通機関としてさいかい交通が路線バスを運行している。

## 航路

### 廃止時点の航路
- 太田和 - 馬込

航路距離4.5km、九州本土と大島を結ぶ最短航路として、最後まで運航されたフェリー航路。
旅客船時代の1959年（昭和34年）時点で一日11往復、翌年には一日15往復となった後、フェリー就航後は
1966年（昭和41年） - 一日12往復
1968年（昭和43年） - 一日15往復
1972年（昭和47年） - 一日24往復
1981年（昭和56年） - 一日27往復
1982年（昭和57年） - 一日29往復
1986年（昭和61年） - 一日30往復
1996年（平成8年） - 一日30.5往復
と増便が続いた。

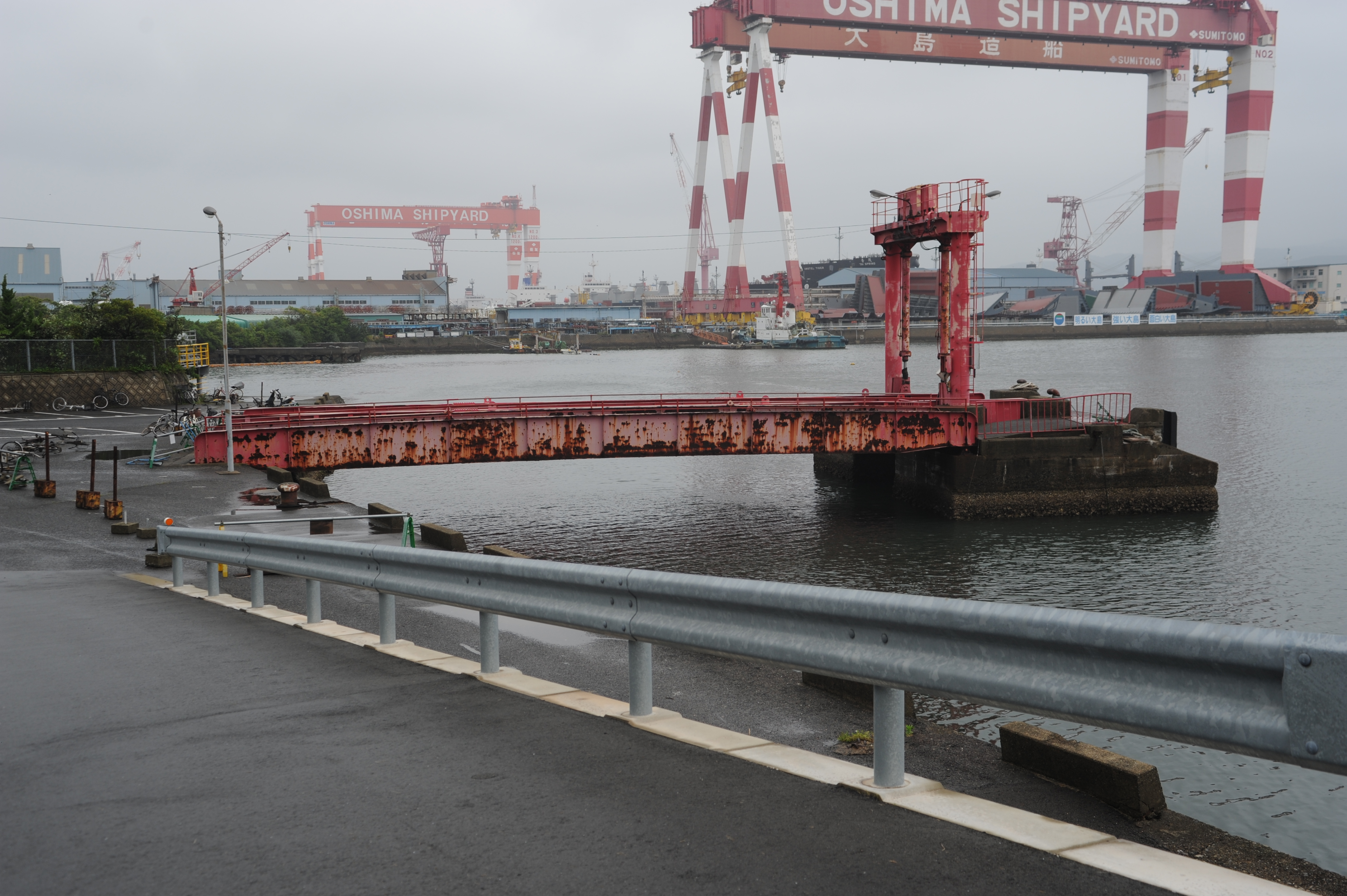
馬込桟橋のフェリー発着場あと（2016年）
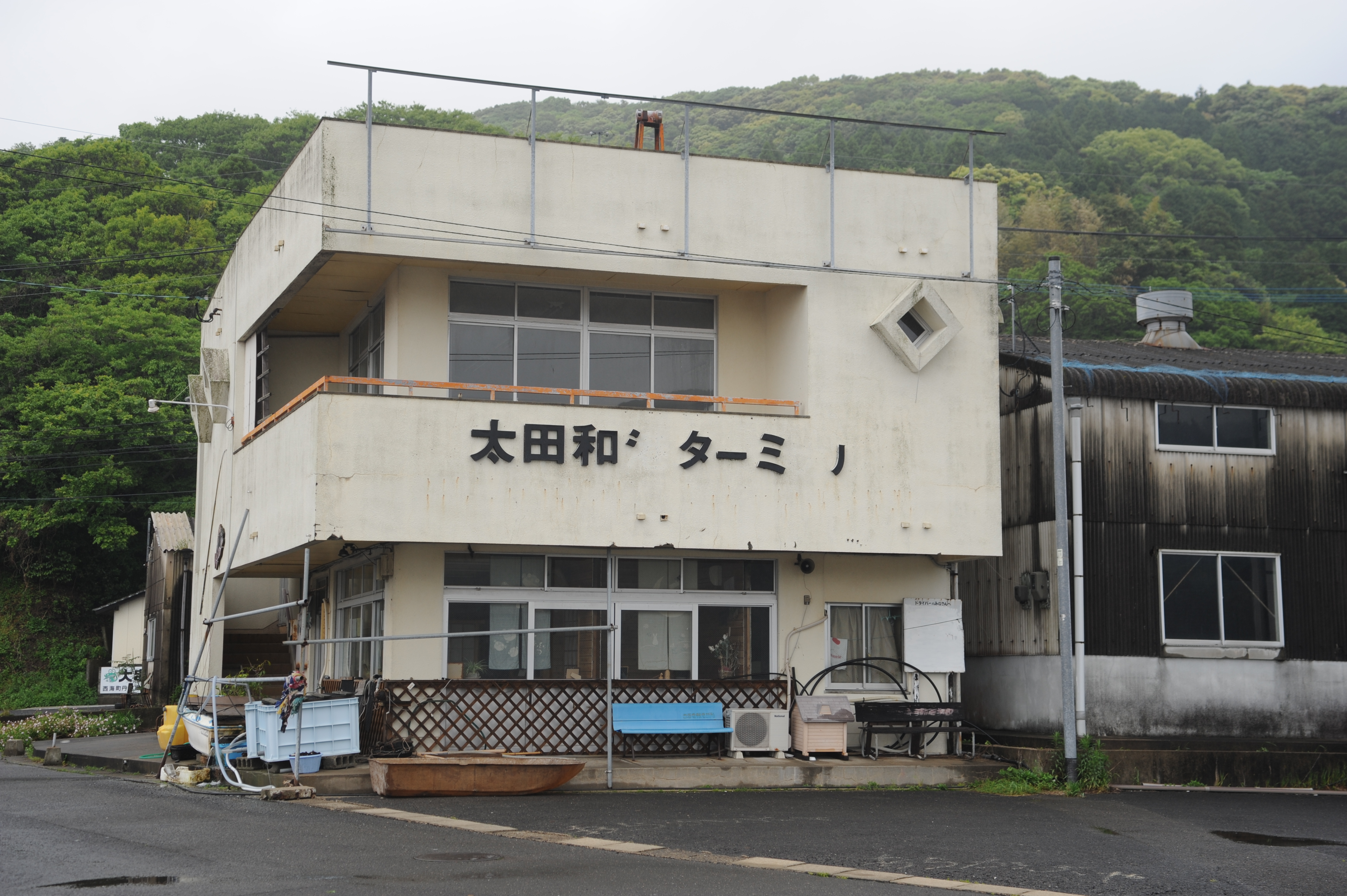
太田和港の旧ターミナルビル（2016年）
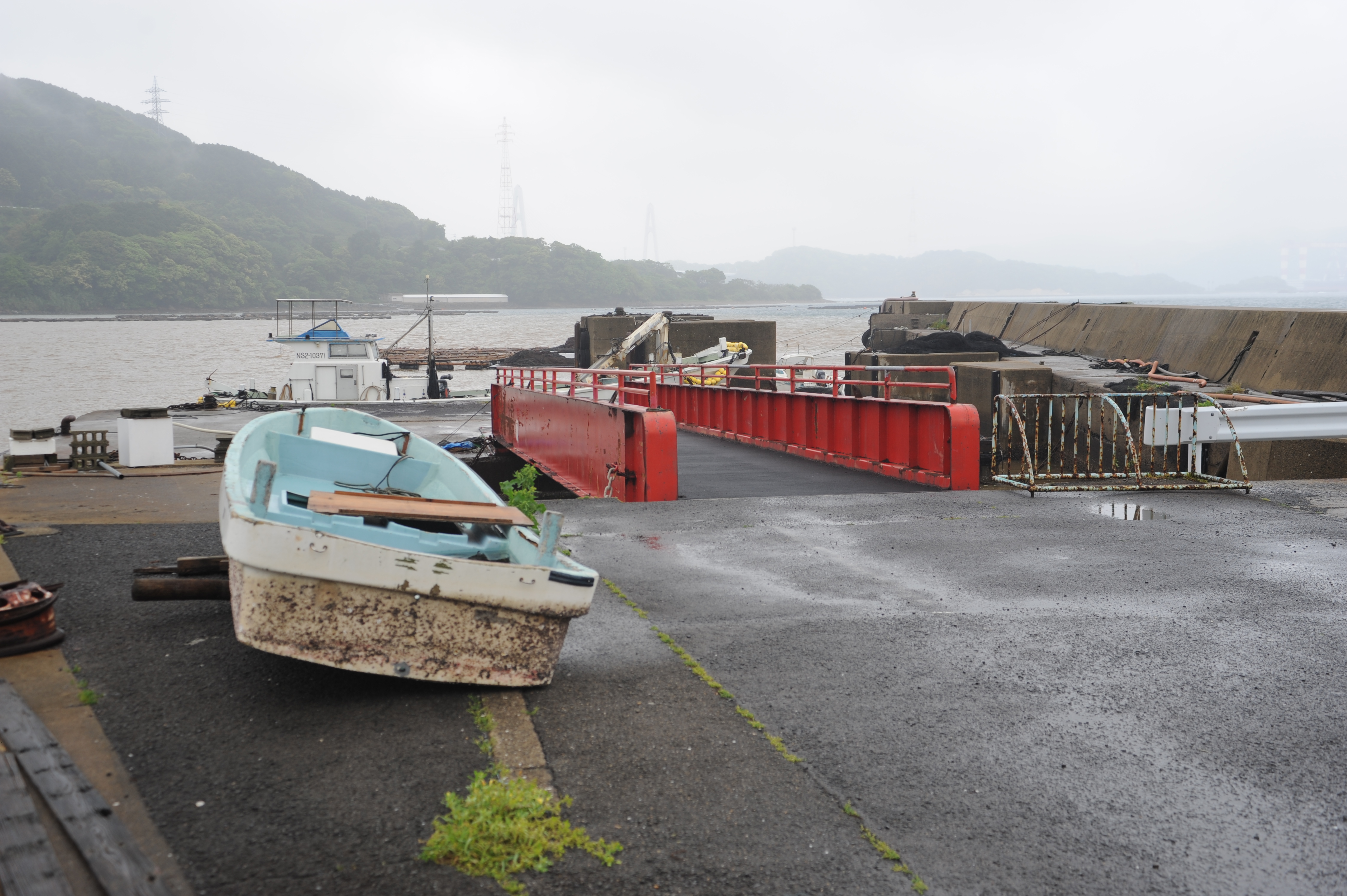
太田和港のフェリー発着場あと（2016年）

### 過去の航路
すべて旅客船による運航である。
- 面高 - 崎戸 - 七ツ釜 - 馬込[17]

寄港地 - 七ツ釜、中浦、柳、阿房下、間瀬、阿房下、天久保、黒口、太田和、馬込、間瀬、阿房下、蛎ノ浦
航路距離15浬、一日1往復、他に太田和 - 阿房下間一日1往復。
- 面高 - 天久保 - 黒口 - 馬込 - 間瀬 - 阿房下 - 蛎浦 - 崎戸[1]

航路距離33.0km、一日1往復、6月16日 - 12月31日2往復。
- 天久保 - 黒口 - 馬込 - 間瀬 - 阿房下 - 蛎浦[5][18]

航路距離28.5km、一日1往復。
1973年 - 1975年に廃止。
- 七ツ釜 - 中浦 - 柳 - 阿房下 - 間瀬 - 馬込[1]

航路距離16.7km、一日1往復。
- 七釜 - 中浦 - 柳 - 阿房下 - 間瀬[5][18]

航路距離19.1km、月間15航海。
1973年 - 1975年に廃止。

## 船舶

### 旅客船
- 長浦丸[17]

1936年9月進水、木造、用船。
19.84総トン、焼玉機関、機関出力40ps、航海速力6ノット、旅客定員51名。
- 第三津吉丸[17]

1928年1月進水、木造。
36.01総トン、焼玉機関、機関出力63ps、航海速力7ノット、旅客定員55名。
- 第三隆正丸[17]

1948年9月進水、木造、用船。
12.57総トン、焼玉機関、機関出力30ps、航海速力7ノット、旅客定員39名。
- 大崎丸[17]

8.91総トン。
- 太田和丸[1]

1938年10月進水、木造。
23.52総トン、焼玉機関、機関出力30ps、航海速力6.5ノット、旅客定員64名。
- 金栄丸[1]

1950年2月進水、木造、用船。
4.5総トン、焼玉機関、機関出力8ps、航海速力4ノット、旅客定員28名。
- 農栄丸[2]

1956年8月進水、木造、用船。
18.77総トン、ディーゼル、機関出力30ps、航海速力6.5ノット、旅客定員36名。
- 第二西海丸[2]

1940年3月進水、木造、用船。
15.22総トン、焼玉機関、機関出力30ps、航海速力7ノット、旅客定員30名。
- 第三佐世保丸[5]

1949年4月進水、木造。
31.91総トン、焼玉機関、機関出力50ps、航海速力7.5ノット、旅客定員80名。
- 若水丸[5]

1957年7月進水、木造、個人船主所有・用船。
25.07総トン、焼玉機関、機関出力40ps、航海速力8ノット、旅客定員40名。
- 黒福丸[8]

1966年5月進水、木造、個人船主所有・用船。
5トン未満、ディーゼル1基、機関出力12ps、旅客定員13名。

### フェリー
- まごめ丸[19]

1963年6月竣工、東和造船建造、特定船舶整備公団共有。
77.38総トン、ディーゼル1基、機関出力90ps、航海速力7.81ノット、旅客定員95名、大型バス1台。
初のカーフェリー、引退後、天草商船に売船。
- おおたわ丸[20][5]

1966年5月竣工、東和造船建造、特定船舶整備公団共有。
81.93総トン、ディーゼル1基、機関出力120ps、航海速力9.01ノット、旅客定員93名、大型バス1台・乗用車2台。
引退後、三光汽船に売船。
- 第三まごめ丸[21]

1970年6月竣工、東和造船建造、船舶整備公団共有。
155.65総トン、登録長29.70m、型幅7.00m、型深さ2.60m、ディーゼル1基、機関出力360ps、航海速力9.50ノット、旅客定員150名、大型トラック4台。
引退後、雌雄島海運に売船。
- 第五まごめ丸[22]

1973年5月竣工、備南船舶工業建造、船舶整備公団共有。
199.52総トン、登録長36.10m、型幅9.50m、型深さ2.80m、ディーゼル1基、機関出力600ps、航海速力10.9ノット、旅客定員250名、12tトラック2台・8tトラック2台。
- 第八まごめ丸[23]

1963年6月竣工、三菱重工業下関造船所建造、もと関九フェリー「フェリー干珠」。
330.83総トン、全長54.31m、型幅9.00m、型深さ3.20m、ディーゼル2基、機関出力1,100ps、航海速力12.5ノット、旅客定員350名、平均航送台数20.9台。
- 第十一まごめ丸[23]

1965年12月竣工、神田造船所建造、もと三洋汽船「水島丸」。
449.65総トン、全長44.50m、型幅11.50m、型深さ3.60m、ディーゼル2基、機関出力1,700ps、航海速力13.5ノット、旅客定員350名、大型バス6台または大型トラック10台。
- 第十三まごめ丸[23]

1978年7月竣工、若松造船建造、船舶整備公団共有。
198.64総トン、全長42.10m、型幅9.00m、型深さ2.89m、ディーゼル2基、機関出力940ps、航海速力11.5ノット、旅客定員184名（平水245名）、乗用車20台または大型バス5台。
- 第十五まごめ丸[23]

1982年4月竣工、向井造船所建造、船舶整備公団共有、両頭船。
456.78総トン、全長54.50m、型幅11.50m、型深さ3.50m、ディーゼル2基、機関出力1,400ps、航海速力10.67ノット、旅客定員400名。
- 第十八まごめ丸[24]

1987年12月竣工、林兼船渠建造、船舶整備公団共有、両頭船。
485総トン、全長46.65m、型幅13.50m、型深さ3.50m、ディーゼル2基、機関出力1,400ps、航海速力10.50ノット、旅客定員400名、8tトラック9台。